# Bureau of Indian Education
Das Bureau of Indian Education kurz (BIE) ist eine Behörde des Innenministeriums der Vereinigten Staaten. Es wurde am 29. August 2006 gegründet. Vorgänger der Behörde war das Office of Indian Education Programs, welches dem Bureau of Indian Affairs (BIA) unterstand. Das BIE betreibt oder betreut Schulen in 64 Indianerreservaten in 25 Staaten. Zirka 42.000 Schüler besuchen die Einrichtungen des BIE. 58 Schulen betreibt das BIE selbst, weitere 125 Schulen werden von den Indianerstämmen selbst betrieben, aber vom BIE finanziert. Auch unterstützt das BIE Schüler, die außerhalb der Reservation öffentliche Schulen besuchen. Das BIE unterstützt finanziell 26 Fachschulen, Fachoberschulen und Universitäten im Besitz der Indianerstämme und betreibt zwei eigene Einrichtungen, die Haskell Indian Nations University (HINU) in Lawrence, Kansas und das Southwest Indian Polytechnic Institute (SIPI) in Albuquerque, New Mexico.

## Geschichte
Nach der Gründung der Vereinigten Staaten schlossen das Verteidigungsministerium und später das Innenministerium eine Vielzahl von Verträgen mit den Indianerstämmen ab. Meist traten die Stämme beträchtliche Gebiete ihres Territoriums an die Vereinigten Staaten ab. Diese Verträge wurden von Indianeragenten des BIA ausgehandelt und vom Kongress ratifiziert. Meistens reservierten sich die Indianerstämme einen eigenen Bereich für ihre Nutzung. So entstanden die sogenannten Indianerreservate. Neben Zahlungen wurden in den Verträgen oftmals freie Gesundheitsfürsorge, Hausprogramme, Lebensmittellieferungen und andere Dienstleistungen vereinbart, welche die Vereinigten Staaten den Stämmen oftmals für alle Zeiten zu liefern hatten. Noch heute gelten diese Vereinbarungen, welche die Vereinigten Staaten verpflichten, kostenlose Bildungseinrichtungen für die anerkannten Stämme und Ureinwohner zur Verfügung zu stellen. Die Stämme bestehen oftmals auf der Einhaltung der Verträge.